# Merodon gudaurensis
Merodon gudaurensis är en tvåvingeart som beskrevs av Josef Aloizievitsch Portschinsky 1877. Merodon gudaurensis ingår i släktet narcissblomflugor, och familjen blomflugor. Inga underarter finns listade i Catalogue of Life.